# Megalagrion nesiotes
Megalagrion nesiotes là một loài chuồn chuồn kim trong họ Coenagrionidae. Nó là loài đặc hữu của montane wet forests in Hawaiʻi.

## Hình ảnh

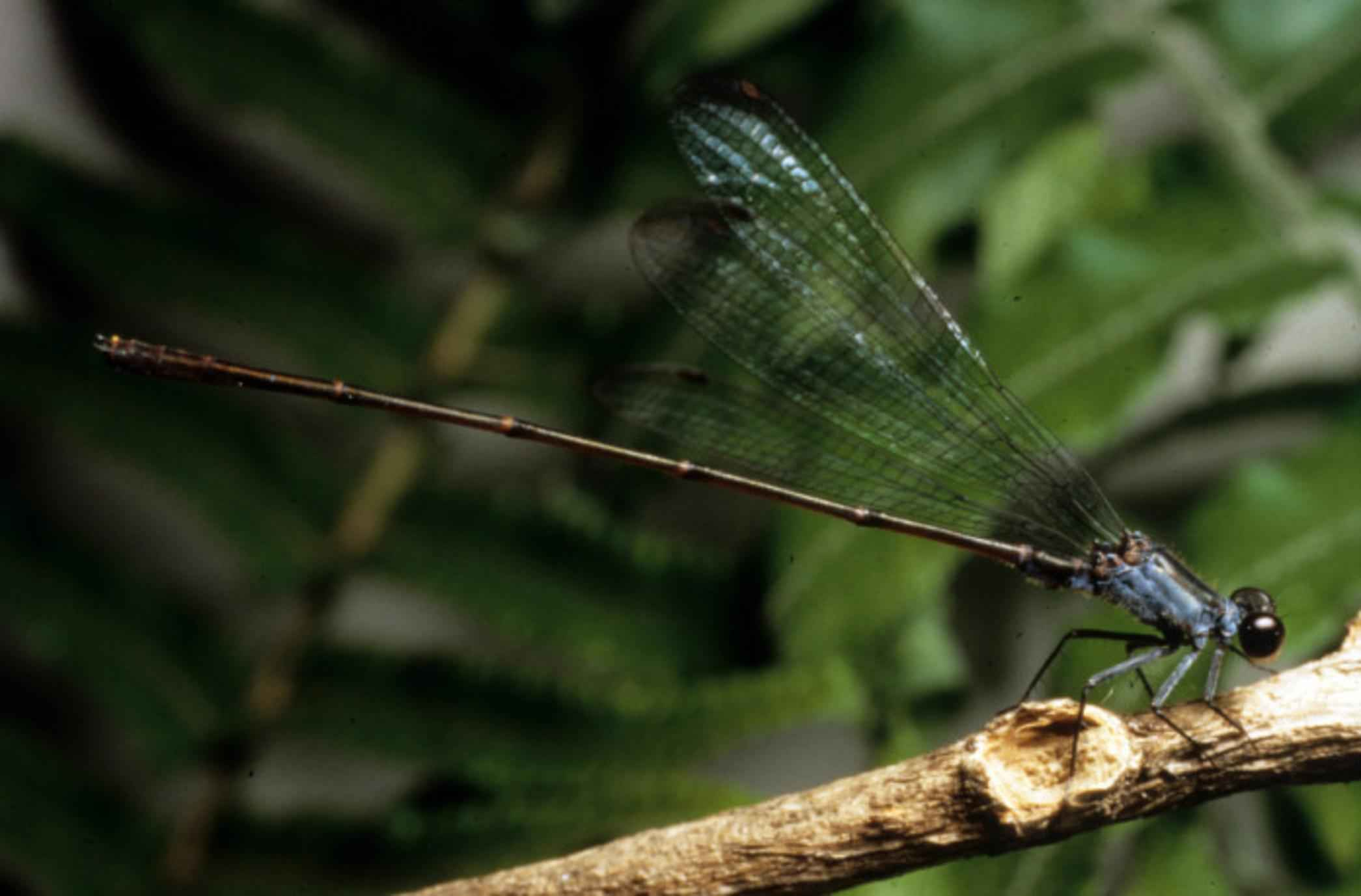